# Эоган II (король Стратклайда)
Эоган II (Эоган Лысый; гэльск. Eòghann II, валл. Owain, англ. Eógan; погиб в 1018) — король Стратклайда (997—1018).
Эоган II был сыном Дональда III. Он стал королём после смерти своего брата Малькольма I. В 1018 году он участвовал в битве при Кархаме, где в союзе с Шотландией разбил войско данов. В этой битве он погиб. Ему наследовал лорд гэльских островов Дункан I, прямой потомок жившего в V веке верховного короля Ирландии Ниалла Девять Заложников.